# Grand Prix Hassan II 2008
Grand Prix Hassan II 2008 — тенісний турнір, що проходив на ґрунтових кортах у місті Касабланка, Марокко з 19 травня. Належав до категорії International Series.

## Фінальна частина

### Одиночний розряд
Жиль Сімон —  Жульєн Беннето 7–5, 6–2

### Парний розряд
Альберт Монтаньєс /  Сантьяго Вентура Бертомеу —  Джеймс Серретані /  Тодд Перрі 6–1, 6–2